# 宽剑叶盾蕨
宽剑叶盾蕨（学名：Neolepisorus ensatus f. platyphyllus）为水龙骨科盾蕨属剑叶盾蕨下的一个变型。